# I Zbór Kościoła Ewangelicznych Chrześcijan w Warszawie
I Zbór Kościoła Ewangelicznych Chrześcijan w Warszawie – ewangelikalna lokalna wspólnota chrześcijańska mająca siedzibę w Warszawie przy ul. Zagórnej 10.

## Charakterystyka
Zbór jest jednostką organizacyjną Kościoła Ewangelicznych Chrześcijan, należącego do rodziny Kościołów ewangelikalnych.

## Historia

### Okres do końca II wojny światowej
Jego historia sięga lat dwudziestych XX wieku, kiedy to w budynku przy ul. Targowej 84 (a następnie 82) zaczęto organizować nabożeństwa ewangeliczne. Zbór wzrastał i osiągnął liczbę ponad 100 członków. Jego przełożonym został prezes Związku Ewangelicznych Chrześcijan Ludwik Szenderowski (senior). W latach 1937–1938 ze zborem współpracował znany kaznodzieja i teolog dr Mojżesz Gitlin, który przyłączył się do wspólnoty wraz z grupą nawróconych Żydów. W 1937 przy zborze otwarto międzywyznaniową szkołę biblijną, której siedziba znajdowała się przy ul. Targowej 15. W 1938 siedzibę zboru i szkoły biblijnej przeniesiono na ul. Szeroką 26 (nabożeństwa odbywały się tam nawet w czasie wojny). W okresie wojny zborem kierował Jan Mańkowski. W czasie działań związanych z powstaniem warszawskim kaplica przy ul. Szerokiej 26 została spalona i zniszczona.

### Okres Polski Ludowej
6 stycznia 1946 zorganizowano pierwsze nabożeństwo po wojnie. Odbyło się ono w prywatnym mieszkaniu Ludwika Szenderowskiego (juniora) na Pradze, przy ul. Czynszowej. Uczestniczyło w nim tylko 6 osób, ale kolejne zebrania były coraz liczniejsze. Gdy liczba sięgnęła 50-60 osób, zaczęto poszukiwać budynku na spotkania. Jeszcze w tym samym roku wyremontowano i otwarto kaplicę przy ul. Targowej 71. Zbór rozwijał się: powołano do istnienia chór oraz szkołę niedzielną dla dzieci. Działalnością zboru w tym okresie kierowali Ludwik Szenderowski jr. oraz Franciszek Więckiewicz. W 1950 rozpoczęły się represje komunistyczne i aresztowania przywódców Zjednoczonego Kościoła Ewangelicznego (ZKE), którego częścią był zbór. Władze zamknęły również kaplicę. Po dwóch latach represje ustały, nie udało się jednak odzyskać budynku przy ul. Targowej 71. W zamian przydzielono zborom ewangelicznych chrześcijan oraz wolnych chrześcijan (którym odebrano kaplicę przy ul. Poznańskiej 13) lokal przy al. Jerozolimskich 99/37. Działalnością połączonego zboru działającego w ramach ZKE kierował Franciszek Więckiewicz, później wspólnie ze Stanisławem Krakiewiczem. W 1969 roku władze ZKE przekazały zborowi w trwały zarząd i użytkowanie nowo wybudowaną kaplicę przy ul. Zagórnej 10, gdzie przełożonym Zboru został Stanisław Krakiewicz, a następnie pastor Tadeusz Jarosz.

### Sytuacja po rozwiązaniu ZKE
Po rozpadzie ZKE w budynku przy ul. Zagórnej przez kilka lat – prócz Zboru Ewangelicznych Chrześcijan – mieścił się Zbór Wolnych Chrześcijan.

## Działalność
Nabożeństwa charakteryzują się prostą formą i składają się z kazań opartych na Biblii oraz wspólnego śpiewu i modlitwy. W czasie niedzielnych nabożeństw odbywają się zajęcia Szkoły Niedzielnej dla dzieci. 
Działalnością Wspólnoty kieruje Rada Zboru. Najwyższym organem Zboru jest Ogólne Zebranie Członków. Dokonuje ono między innymi wyboru pastora oraz członków Rady Zboru. Obowiązki pastora Zboru pełni obecnie pastor Sławomir Foks.